# John Fitzpatrick

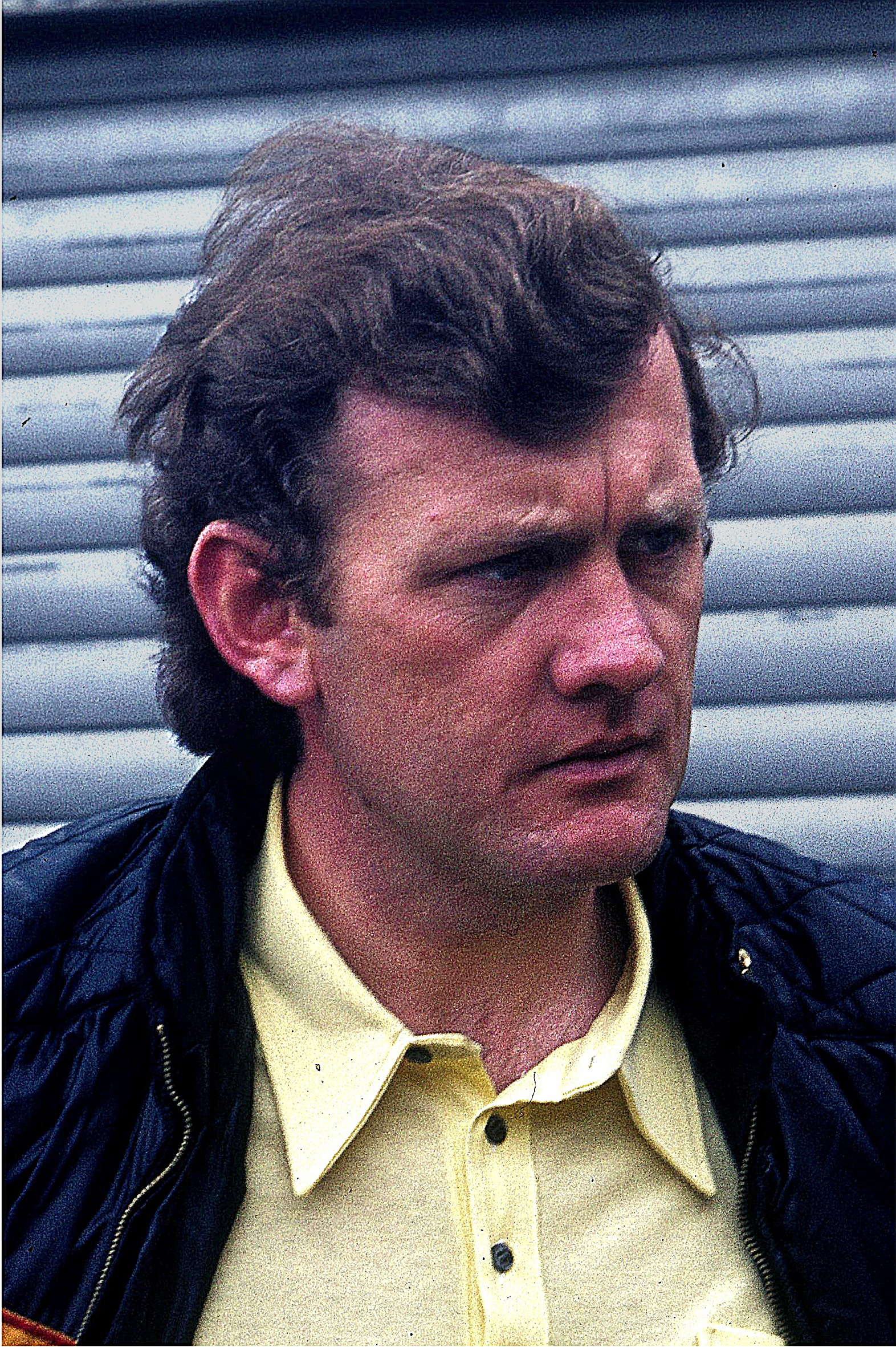
John Fitzpatrick en 1972

John Fitzpatrick (9 de junio de 1943, Birmingham, Inglaterra, Reino Unido) es un piloto de automovilismo de velocidad británico que se destacó en resistencia. Obtuvo el Campeonato IMSA GT en 1980, donde acumuló un total de 16 victorias, y logró triunfos en el Campeonato Mundial de Resistencia, el Campeonato Europeo de Turismos y el Deutsche Rennsport Meisterschaft.
Entre sus victoria se destacan las 24 Horas de Daytona de 1976, las 12 Horas de Sebring de 1980, las 6 Horas de Watkins Glen de 1978, los 1000 km de Nürburgring de 1979, y los 1000 km de Silverstone de 1976 y 1979.

## Carrera deportiva
Fitzpatrick disputó el Campeonato Británico de Turismos en la década de 1960 y principios de 1970. Fue subcampeón absoluto y campeón de la clase A en 1964 con un Morris Mini Cooper S, campeón absoluto en 1966 con un Ford Anglia de la clase A, y subcampeón absoluto y campeón de la clase A en 1967 con un Ford Anglia.
En 1968, Fitzpatrick resultó sexto absoluto y subcampeón de la clase B con un Ford Escort. En 1970 fue tercero absoluto y campeón de la clase B con un Ford Escort. En 1971 fue tercero absoluto y campeón de la clase C con un Ford Escort. Obtuvo un total de cinco victorias absolutas, tres de ellas batiendo a los automóviles de las clases superiores.to en 1975, 1980 y 1982, logrando la victoria en su clase en tres oportunidades.
El piloto disputó el Campeonato Europeo de Turismos en varias etapas desde 1971 hasta 1978. Logró seis victorias, corriendo con los equipos oficiales de Ford, BMW y Jaguar. En paralelo, disputó el Campeonato Mundial de Resistencia desde 1972 hasta 1979, principalmente con Porsche.
Además, el británico obtuvo el Campeonato Europeo de Gran Turismos en 1972 y 1974. En el Deutsche Rennsport Meisterschaft resultó cuarto en 1978 y sexto en 1979, además de lograr tres victorias y seis podios en 1980, también con Porsche. En 1976 venció en los 1000 km de Bathurst junto a Bob Morris, pilotando un Holden Torana.
Fitzpatrick comenzó a disputar el Campeonato IMSA GT en 1980, logrando el título ante John Paul con un Porsche de Dick Barbour. En 1981, el británico fundó su propio equipo, John Fitzpatrick Racing, con el que finalizó tercero en el Campeonato IMSA GT por detrás de Brian Redman y John Paul Jr. En 1982 resultó nuevamente tercero con Porsche, empatado en puntos con John Paul.
También a principiops de la década de 1980, corrió en el Campeonato Mundial de Resistencia con su equipo, y d disputó algunas carreras del Campeonato Europeo de Turismos 1983 con un Jaguar de Tom Walkinshaw Racing. Fitzpatrick se retiró como piloto en 1983, y continuó dirigiendo su equipo hasta 1986.